# Cinderela (2015)
Cinderella (bra/prt: Cinderela) é um filme de 2015, dos gêneros drama e fantasia romântica, dirigido por Kenneth Branagh sobre roteiro de Chris Weitz, por sua vez inspirado no conto de fadas de Charles Perrault e  na animação homônima de Walt Disney.
Produzido por David Barron, Simon Kinberg e Allison Shearmur para a Walt Disney Pictures, o filme é estrelado por Lily James como Ella (Cinderela), com Cate Blanchett como Lady Tremaine (A Malvada Madrasta da Cinderela), Richard Madden como Kit (Príncipe), Sophie McShera como Drisella, Holliday Grainger como Anastasia e Helena Bonham Carter como a fada-madrinha.
O filme foi lançado em 13 de março de 2015 nos Estados Unidos  e em 26 de março do mesmo ano no Brasil. Nos cinemas, foi acompanhado pelo curta Frozen Fever (Festa Frozen: O Reino do Gelo (título em Portugal) ou Frozen: Febre Congelante (título no Brasil)) .
O filme ainda conquistou a indicação ao Oscar de Melhor Figurino/Guarda-roupa na cerimônia de 2016 pelo trabalho da figurinista Sandy Powell.

## Sinopse
A história segue a sorte da jovem Ella, cujo pai comerciante se casa novamente após a trágica morte de sua mãe. Para dar apoio ao seu pai, Ella recebe uma madrasta, Lady Tremaine, e duas irmãs, Anastasia e Drisella, na casa da família. Mas quando o pai de Ella, de repente e inesperadamente some, ela encontra-se à mercê de uma nova família ciumenta e cruel. Relegada a nada mais do que uma serva, Ella passar a ser chamada de "Cinderela" já que ela costumava a trabalhar nas cinzas. Apesar da crueldade infligida sobre si, Ella está determinada a honrar as últimas palavras de sua mãe de "ter coragem e ser gentil", e não ceder ao desespero ou desprezar aquelas que abusam dela. Sem saber que o estranho arrojado que ela conheceu na floresta é um príncipe e não apenas um funcionário do palácio, Ella sente que finalmente encontrou uma alma gêmea. Preocupado com a sucessão ao trono, o Rei idoso e doente envia um convite aberto para todas as donzelas participarem de um baile para que seu filho pudesse encontrar uma esposa e garantir a continuidade da dinastia. Ella espera ir e encontrar o charmoso "Kit" (um apelido dado a ele por seu pai) . No entanto, a madrasta a proíbe de participar e rasga seu vestido. Mas, como em todos os bons contos de fadas, a ajuda está perto, como uma mulher mendiga gentil, com uma abóbora e alguns ratos, muda a vida de Cinderela para sempre.
A história segue largamente a adaptação animada da Disney, com várias reviravoltas. Nesta versão, Cinderela e o Príncipe se conhece antes do fatídico baile. Na época, ele diz a ela que é simplesmente um funcionário do palácio. A fada madrinha é uma personagem mais presente do que nas versões anteriores, aqui ela inicialmente se disfarça como uma velha mendiga que cuida de Cinderela antes de revelar-se um ser mágico.

## Elenco
- Lily James como Cinderella, ou simplesmente Ella
- Richard Madden como Kit, o Príncipe
- Cate Blanchett como Lady Tremaine, ou simplesmente, a Madrasta
- Helena Bonham Carter como Fada Madrinha
- Holliday Grainger como Anastasia, a meia-irmã
- Sophie McShera como Drisella, a meia-irmã
- Stellan Skarsgård como o Grão-Duque
- Nonso Anozie como o Capitão
- Derek Jacobi como o Rei
- Hayley Atwell como a mãe de Cinderela
- Ben Chaplin como o pai de Cinderela
- Jana Perez como Princesa Chelina de Zaragoza
- Eloise Webb como Ella (criança)
- Rob Brydon como Mestre Phineus
- Paul Hunter como fazendeiro John
- Alex Macqueen como Anunciante real
- Katie West como cozinheira

## Recepção
Com base de 47 avaliações profissionais, alcançou uma pontuação de 67% no Metacritic, com a indicação de "revisões geralmente favoráveis". No site Rotten Tomatoes, o filme atingiu aprovação de 84% dos críticos. O consenso crítico diz: "Refrescantemente tradicional em uma era revisionista, a Cinderela de Kenneth Branagh prova que a Disney não perdeu nada de sua mágica antiquada".

## Produção

### História
Existem inúmeros mitos e histórias antigas semelhantes a Cinderela, como um conto egípcio datado do primeiro século antes de Cristo. A versão de Cinderela como a conhecemos hoje foi criada pelo autor francês Charles Perrault, cujo conto de fadas foi publicado pela primeira vez em 1697. Ele tem sido a base e inspiração por trás de inúmeras óperas, balés, peças de teatro e filmes. A primeira versão do filme foi de sete minutos de duração, dirigido por Georges Méliès na França em 1899. A primeira adaptação de Hollywood, foi no cinema mudo em 1914, feita pela Paramount Pictures, estrelada por Mary Pickford no papel-título. A versão animada do clássico da Disney, Cinderela, estreou em 1950, e foi um enorme sucesso de bilheteria. Em 2008 foi nomeado o nono maior filme de animação de todos os tempos pelo American Film Institute. Outros filmes recentes baseados no conceito de Cinderela incluem Ever After (1998) e a A Cinderella Story (2004).

### Desenvolvimento
Em maio de 2010, após o sucesso de bilheteria de Alice no País das Maravilhas, que foi a segunda maior bilheteria de 2010 e lucrou US$ 1 bilhão nas bilheterias ao redor do mundo, a Walt Disney Pictures começou a desenvolver uma nova adaptação para o cinema de Cinderela, ao fazer um acordo de uma reimaginação em live-action baseada em um roteiro de Aline Brosh McKenna e produzido por Simon Kinberg. Em agosto de 2011, Mark Romanek foi escolhido para dirigir. Em 29 de fevereiro de 2012, foi anunciado que Chris Weitz seria trazido para revisar o roteiro de McKenna. Em janeiro de 2013, Romanek deixou o projeto devido a diferenças criativas, porque ele estava desenvolvendo uma versão que era mais sombria do que a Disney queria. Mais tarde, naquele mês, a Disney negociou com Kenneth Branagh para assumir o cargo de diretor.

### Elenco
Cate Blanchett foi a primeira membro do elenco a assinar contrato com o filme, sendo anunciada para interpretar Lady Tremaine em novembro de 2012. Em março de 2013, Emma Watson estava em negociações para retratar Cinderela, mas o acordo não foi concluído. Gabriella Wilde, Saoirse Ronan, Alicia Vikander, Bella Heathcote e Margot Robbie também foram consideradas para o papel, mas os contratos não foram assinados, devido à programação e outros conflitos.
Em 30 de abril de 2013, Lily James foi anunciada como a personagem-título. Uma semana mais tarde, Richard Madden foi escalado como o Príncipe. Em junho de 2013, foi relatado que Holliday Grainger e Sophie McShera juntaram-se ao filme como as meia-irmãs, Anastasia e Drisella. Mais tarde naquele mês, Helena Bonham Carter foi escalada como a Fada Madrinha. Em julho de 2013, Stellan Skarsgård começou a negociar para interpretar o Grão-Duque e sua participação no filme foi confirmada logo depois. Em agosto de 2013, Hayley Atwell se juntou ao elenco para interpretar a mãe de Cinderela. em 23 de setembro de 2013, foi anunciado que o Derek Jacobi foi escalado como o Rei e Nonso Anozie como o capitão, um amigo leal ao príncipe.

### Filmagens
As filmagens principais de Cinderela começou em 23 de setembro de 2013. A produção foi feita em Pinewood Studios, em Buckinghamshire na Inglaterra, onde Piratas do Caribe: Navegando em Águas Misteriosas e Malévola também foram filmados, e por toda a Inglaterra em locais incluindo Blenheim Palace, Windsor Castle, Old Royal Naval College e Black Park.

### Pós-produção
A pós-produção começou em dezembro de 2013, e foi concluída em agosto de 2014. O filme foi classificado como PG pela MPAA.

### Música
Em 7 de junho de 2013 foi confirmado que o compositor Patrick Doyle iria fazer a trilha sonora do filme, com a música tendo uma ênfase no romance. Doyle fez a música de vários filmes de Branagh, incluindo Hamlet e Thor. O tema oficial do filme chama-se originalmente "A Dream Is A Wish Your Heart Makes" e é interpretado pela protagonista do filme, Lily James, estando disponível na banda sonora juntamente com a trilha sonora. Em Portugal, o tema foi produzido em Português, seguindo a exata mesma tradução do tema feita no filme original de animação, ficando com o nome "Pedir Sonhos Lindos de Amor" e sendo interpretado por Cuca Roseta.

## Lançamento
O filme estreou nos Estados Unidos em 13 de março de 2015 e no Brasil em 26 de março do mesmo ano.

### Trailers
A primeira apresentação oficial do filme ocorreu no D23 Expo da Disney em agosto de 2013.  O filme foi visto no CinemaCon em Las Vegas, Nevada, em março de 2014, com um teaser que mostra Cinderela falando da morte do pai, encontrando o príncipe enquanto andava pela floresta, o vestido de baile de sua mãe sendo dilacerado pela sua madrasta, e um pouco de comédia onde a fada madrinha transforma a abóbora em uma carruagem.
O primeiro trailer oficial foi lançado em 15 de maio de 2014. No teaser de um minuto de duração, que não inclui qualquer filmagem do filme, apenas um sapatinho de cristal cintilante é revelado lentamente sobre um fundo preto. O segundo trailer oficial, de dois minutos e meio e contendo cenas do filme, estreou no Good Morning America em 19 de novembro de 2014. O cartaz oficial do filme também foi lançado em 19 de novembro, mostrando James como Cinderela e fotografada por Annie Leibovitz. Em suas primeiras 24 horas de lançamento, o trailer foi visto 4,2 milhões de vezes no YouTube e 33 milhões de vezes no Facebook, que é a maior entre todos os filmes da Disney na história, com exceção dos filmes da Marvel.

### Televisão
Em outubro de 2014, um acordo de licenciamento entre a Disney e a TBS Inc. foi anunciado, no qual Cinderela vai estrear em todo o portfólio da rede de cabo da Turner (incluindo TBS e TNT) em torno do início de 2017.

### Bilheteria
O filme arrecadou U$ 201.1 milhões nos Estados Unidos e U$ 341.2 milhões no restante do mundo, para um total mundial de U$ 542.3 milhões. Um grande sucesso, considerando que o orçamento do filme foi de U$ 95 milhões. As cinco maiores bilheterias do filme fora dos Estados Unidos foram na China (U$ 65.1 milhões), no Japão (U$ 47.1 milhões), no Reino Unido (U$ 32.8 milhões), na Austrália (U$ 17.7 milhões) e na Itália (U$ 16.1 milhões).
No Brasil, o filme também foi um sucesso, tendo arrecadado R$ 50 milhões e levado 4.1 milhões de pessoas aos cinemas. Ficou em oitavo lugar nos filmes de maior bilheteria e maior público nos cinemas no Brasil em 2015. Fora dos Estados Unidos, o Brasil foi a sexta maior bilheteria do filme.